# 安德烈·扬科
安德烈·扬科（羅馬尼亞語：Andrei Ianko，1958年10月18日—），罗马尼亚男子摔跤运动员。他曾代表罗马尼亚参加世界摔跤锦标赛，获得一枚铜牌。他也曾参加1980年夏季奥林匹克运动会。